# (553) Kundry
(553) Kundry est un astéroïde de la ceinture principale.

## Description
(553) Kundry est un astéroïde de la ceinture principale découvert par Max Wolf le 27 décembre 1904 à Heidelberg.
Il a été ainsi baptisé en référence au personnage féminin Kundry (pl) de l'opéra Parsifal de Richard Wagner (1813-1883).